# Ready Steady Go!

Ready Steady Go! (« A vos marques, prêt, partez ! ») — plus simplement abrégé en RSG! — était une des premières émissions télévisées britanniques consacrées au rock et à la pop. Elle fut créée par Elkan Allen, alors PDG de Rediffusion TV, qui voulait tenter un concept d'émission dédiée à des prestations musicales. Allen fut assisté par Vicki Wickham, producteur de disques et manager talentueux, qui devint aussi un des producteurs du show. RSG! a été diffusée d'août 1963 à décembre 1966. Elle était produite par Associated-Rediffusion, renommée plus tard Rediffusion, qui détenait les droits ITV sur la région de Londres. Ce fut un tel succès que le concept fut importé par d'autres pays. Le triomphe de l'émission est étroitement lié au phénomène planétaire des Beatles, à la British Invasion et à la vague mod.

## Caractéristiques
RSG! était diffusé tous les vendredis de 17 à 18 h et était introduit par la chanson 5-4-3-2-1 de Manfred Mann (remplacée plus tard par Hubble Bubble, Toil and Trouble du même groupe). L’émission était plus orientée vers la jeunesse que sa rivale de l’époque Top of the Pops, diffusée sur la BBC.
À l'origine, les artistes diffusés sur RSG! se bornaient à mimer leurs chansons. Toutefois, début 1964, certains groupes donnèrent de vraies performances live. Finalement, toutes les performances étaient live en avril 1965. Il était demandé aux artistes de jouer des versions entières de leurs morceaux plutôt que des versions courtes telles qu’elles étaient demandées par les shows de l’époque.
Les tournages se faisaient en présence d'un auditoire sélectionné aussi bien pour sa façon de s'habiller que pour sa capacité à danser. La production avait choisi un studio plutôt exigu situé sur Kingsway, mais qui avait l'avantage d'être au centre de Londres. D'où les particularités marquantes de l'émission : les artistes jouaient sur de petites estrades pratiquement de plain-pied avec le public et au contact des danseurs, et on avait pris le parti de laisser visibles à l'écran les grosses caméras TV de l'époque. D'où une impression de chaleur et d'authenticité qui tranchait radicalement avec les émissions conventionnelles de variétés. Les gros plans réalisés sur l'auditoire ont énormément contribué à répandre les canons de l'esthétique mod dans tout le Royaume-Uni dans les années 1964-1965.
Fin 1966, avec l'effacement du mouvement mod et la fin de l'âge héroïque de la musique beat, l’émission fut retirée des grilles de programmes, en plein apogée du Swinging London. Sa disparition au summum de sa gloire permit à RSG! d’acquérir un statut d’émission culte.

## Présentateurs
Pendant toute la diffusion de l’émission, les principaux présentateurs furent Keith Fordyce et Cathy McGowan, bien que les premières émissions fussent présentées par Dusty Springfield. De plus, RSG! était occasionnellement présentée par David Gell et Michael Aldred.
Cathy McGowan rejoignit l’émission après avoir répondu à une annonce qui cherchait une « adolescente typique » pour venir et travailler comme présentatrice. Elle ne tarda pas à présenter l’émission ; ses trébuchements, sa difficulté à garder son calme pendant les interviews et son apparente inexpérience ne la rendirent que plus populaire auprès du public. Vers la fin de la diffusion de l’émission, elle présentait seule.

## Artistes
RSG! avait pour vedettes des groupes et des artistes à succès. Citons parmi eux :
The Beatles, Gerry and the Pacemakers, The Rolling Stones, Donovan, The Dave Clark Five, Dusty Springfield, Bobby Vee, The Animals, Cilla Black, The Searchers, The Who, Georgie Fame and the Blue Flames, Billy Fury, Lulu, Van Morrison, Marvin Gaye, Gene Pitney, The Beach Boys, Sandie Shaw, Burt Bacharach, Samantha Jones, Jerry Lee Lewis, Kenny Lynch, Simon Scott (III), Them, The Yardbirds etc.
Ready Steady Go! fut impliquée en grande partie dans le succès planétaire de Jimi Hendrix. Sa première performance télévisuelle en Angleterre était dans cette émission. Il joua par ailleurs Hey Joe qui resta l’un de ses plus grands tubes. Après cette apparition, les concerts apparaissaient complets. La seconde fois où il retourna en Angleterre, il joua au Royal Albert Hall.
Le chauffeur de salle fut pendant de nombreuses années Gary Glitter (aussi connu sous le nom de Paul Raven). Il aida aussi la sécurité (il peut d’ailleurs être aperçu dans un film qui montre les fans des Beatles crier et devenir hystériques). L’émission était déjà terminée depuis 6 ans lorsqu’il se fit connaître grâce à son hit "Rock 'N' Roll (Parts One and Two)" en 1972 et devint l'un des fers de lance du mouvement Glam rock.
L’émission n’avait pas peur de présenter des artistes relativement peu connus à l’époque, venant du Royaume-Uni ou des États-Unis. Les comédiens Peter Cook & Dudley Moore firent aussi leurs premières apparitions dans cette émission.
Une seule fois, RSG! fut tourné non pas à Londres mais à Paris, dans la fameuse discothèque La Locomotive, près de la place Pigalle. L'émission diffusée le 1er avril 1966 s'appela pour l'occasion « Ready Steady Allez ! », et fut l'occasion de présenter au public britannique Antoine, Hugues Aufray et Mireille Mathieu.